# Right Now, Wrong Then
Right Now, Wrong Then (지금은맞고그때는틀리다, Jigeumeun-matgo-geuttaeneun-tteullida) és una pel·lícula sud-coreana dirigida per Hong Sang-soo, estrenada l'any 2015. Presentada en selecció oficial al Festival internacional de cinema de Locarno 2015 va assolir el Léopard d'or al millor film i Jeong Jae-yeong va aconseguir el Léopard per la millor interpretació masculina.

## Argument
El film es compon de dues parts, que expliquen la mateixa història però donant-ne dues imatges completament diferents. Les dues parts no són pas absolutament incompatibles, es pot veure-hi dos muntatges contant històries oposades a partir d'una selecció diferent de seqüències i sobretot de parts de seqüències.
Un cineasta es desplaça per províncies per participar en una conferència sobre un dels seus films però, després d'un error en l'organització, guanya una jornada i en perd una altra. Troba una jove que aborda. En principi ella es molesta, després queda meravellada de tractar amb una personalitat coneguda, tot i que no ha vist mai els seus films.
El primer relat mostra una jornada de coqueteig a base d'adulacions i de compliments però de dubtosa eficàcia per una amiga de la jove, que tampoc ha vist les seves pel·lícules però coneix a fon la seva vida privada. La jove torna sola a casa de la seva mare inquieta però previnguda de la relació dubtosa de la seva filla.
Al segon relat, el director no amaga res de la seva vida a la jove dona tot declarant-li la seva passió, ajudat per l'alcohol. Ell acompanya la jove fins a casa de la seva mare però sense veure-la, previnguda. L'endemà, la jove va a veure el seu film.

## Repartiment
- Jeong Jae-yeong (Jung Jae-young): Ham Cheon-soo, el director
- Kim Min-hee: Yoon Hee-jeong, la jove
- Hwa-Jeong Choi: Bang Soo-young, amiga
- Young-hwa Seo: Joo Young-sil, dona convidada i fan del director
- Yoon Yeo-jeong: Kang Deok-soo, la mare
- Yoo Joon-sang: Ahn Seong-gook, el presentador del debat
- Ju-Bong Gi: Kim Won-ho, convidat masculí
- Ko Ah-Sung: Paper: Yeom Bo-ra, ajudant

## Rebuda
- 2015: Léopard d'or al Festival internacional del film de Locarno 2015.

- Crítica
  - "És indiscutible que la sensibilitat del traç i la penetració en els personatges testifiquen la mà i la veu d'un mestre, un brillant retratista del comportament humà (...) Puntuació: ★★★ (sobre 5)"[2]
  - "Es resumeix en el plaer immens del relat (...) El resultat és excel·lent (...) Puntuació: ★★★★★ (sobre 5)"[3]
  - "Entre la veritat i les aparences, la fragilitat i la petulància, el plànol fix i el zoom, el cinema de Hong celebra com a pocs l'insondable misteri que nia en el desig humà (...) Puntuació: ★★★★ (sobre 5)"[4]